# Keig
Keig est un village situé dans l'Aberdeenshire, en Écosse.

## Personnalités liées à la commune
- Ryan Duncan (2004-), footballeur écossais né à Keig.